# Goddard 1

El primer cohete de Goddard.

Cohete utilizado por Robert H. Goddard para realizar el primer lanzamiento de un cohete propulsado por combustible líquido, el 16 de marzo de 1926 desde una granja en Auburn, Massachusetts, declarado Lugar Histórico Nacional en 1966.
El cohete de Goddard usaba oxígeno líquido y gasolina como propulsantes. En el primer lanzamiento el cohete no despegó hasta unos 20 segundos después de comenzar la ignición, alcanzó 12.5 m de altura y unos 100 km/h de velocidad media. Estuvo en el aire unos 2,5 segundos; cayó al suelo unos 56 m más allá del lugar de lanzamiento. En total recorrió una trayectoria de unos 67 m. El 3 de abril del mismo año se repitió el vuelo, alcanzando una altura de 15 m. Permaneció en el aire 4,2 segundos y cayó al suelo a unos 15 m del lugar de lanzamiento.

## El cohete
El diseño del primer cohete de Goddard, que puede verse en la fotografía de la derecha, es algo diferente al concepto clásico de cohete. La cámara de combustión, con su tobera, estaba en la parte superior (en la imagen se reconoce como el cilindro negro de la parte superior del armazón). Justo debajo se hallaban los depósitos de combustible, protegidos por un cono de amianto de los gases de escape, expulsados a gran temperatura, y que alimentaban la cámara de combustión a través de unas tuberías de aluminio también forradas de amianto. De hecho, durante el primer lanzamiento, el cono protector se fundió parcialmente debido a que el cohete no despegó hasta unos 20 segundos después del comienzo de la ignición, cuando los depósitos se aligeraron lo suficiente y los gases de escape alcanzaron velocidad suficiente como para impulsar el cohete. También debido al largo tiempo en que tardó en despegar, la cámara con la que la esposa de Goddard, Esther Goddard, intentó filmar el lanzamiento se quedó sin película, con lo que el histórico vuelo no quedó registrado.